# Torneo WTA de Bogotá 2009
La Copa Sony Ericsson Colsanitas 2009 es un torneo de tenis jugado en campo abierto, siendo la edición número 17 de la Copa Sony Ericsson Colsanitas, que es parte de los WTA International Tournaments de los Torneos WTA en 2009. Los partidos se juegan en el Club Campestre El Rancho de Bogotá, Colombia, del 14 al 22 de febrero de 2009. Este es el primer año que es patrocinado el torneo por Sony Ericsson.
Las cabezas de serie son las ranqueadas por la WTA: #11 Flavia Pennetta, así como la semifinalista de 2008 Carla Suárez, la argentina Gisela Dulko, la campeona vigente Nuria Llagostera, Klára Zakopalová, Mathilde Johansson, María José Martínez y Lourdes Domínguez. 